# Kameralamt Altensteig
Das Kameralamt Altensteig war eine Einrichtung des Königreichs Württemberg, die im Amtsbezirk Besitz und Einkommen des Staates verwaltete. Es bestand von 1806 bis 1922 in Altensteig. Das Kameralamt wurde im Rahmen der Neuordnung der Staatsfinanzverwaltung im Königreich Württemberg geschaffen. 

## Geschichte
Gemäß Dekret vom 14. Juli 1807 wurden das von Gültlingen'sche Patrimonialamt Berneck sowie der Johanniterorden in Berneck bezüglich der Erhebung königlicher Einkünfte dem Kameralamt Altensteig zugeteilt. 
Laut Verfügung des Finanzministeriums vom 6. Mai 1837 wurde der Ort Enzklösterle, ohne Kirche und Pfarrhaus, die im Jahr 1876 folgten, vom Kameralamt Altensteig an das Kameralamt Neuenbürg abgetreten. 
Gemäß Verfügung des Finanzministeriums vom 24. Januar 1895 erfolgte die Verlegung des Kameralamts Reutin nach Herrenberg und die Gleichstellung des Kameralamtsbezirks Altensteig mit dem Oberamtsbezirk Nagold. 
Danach wurden dem Kameralamt Altensteig zugeteilt:
- die bisher zum Kameralamt Reutin gehörigen Gemeinden Nagold, Effringen, Emmingen, Gültlingen, Haiterbach, Iselshausen, Oberschwandorf, Schönbronn, Sulz, Unterschwandorf, Wildberg,
- die bisher zum Kameralamt Horb gehörigen Gemeinden Obertalheim, Schietingen, Untertalheim.

Dagegen wurden vom Kameralamt Altensteig an das Kameralamt Hirsau die Gemeinden Aichhalden, Bergorte, Hornberg, Martinsmoos, Neuweiler und Zwerenberg abgetreten.
Vom selben Zeitpunkt an wurde die Erhebung der Einnahmen und die Leistung der Ausgaben für das Forstamt Wildberg dem Kameralamt Reutin abgenommen und dem Kameralamt Altensteig zugewiesen. Endlich wurden rücksichtlich der Erhebung der Einnahmen und Leistungen der Ausgaben zugeteilt:
- dem Kameralamt Altensteig die bisher dem Kameralamt Reutin zugehörigen Forstreviere Nagold und Wildberg.
- dem Kameralamt Neuenbürg das bisher dem Kameralamt Altensteig zugehörige Forstrevier Enzklösterle.